# Trauma und Gewalt
Trauma und Gewalt (Eigenschreibweise Trauma & Gewalt) ist eine deutsche Fachzeitschrift. Sie ist das Organ der Deutschsprachigen Gesellschaft für Psychotraumatologie und der Gesellschaft für Psychotraumatologie, Traumatherapie und Gewaltforschung. Sie erscheint seit 2007 im Verlag Klett-Cotta. Die Zeitschrift erscheint vierteljährlich, jeweils zum zweiten Monat des Quartals und hat eine Auflage von 2000 Exemplaren, wovon 1000 Verkaufsexemplare sind. Zielgruppe der Zeitschrift sind alle Menschen, die sich professionell in Wissenschaft und Praxis mit den Themenfeldern Trauma und Gewalt beschäftigen, wie z. B. Fachärzte, Psychologen und Psychologische Psychotherapeuten, Führungskräfte und Mitarbeiter in Beratungsstellen, Kriminologen, Soziologen oder Juristen.